# Cinclodes
Cinclodes (wipstaarten) is een geslacht van zangvogels uit de familie ovenvogels (Furnariidae). Het geslacht telt 15 soorten.

## Kenmerken
De vogels lijken op waterspreeuwen, gedrongen vogels met stevige poten. Ze zijn niet verwant aan de waterspreeuwen en ze hebben lange, soms iets gebogen snavels. Het zijn weinig opvallende vogels met een merendeels bruin gekleurd verenkleed.

## Verspreiding en leefgebied
De soorten uit dit geslacht komen voor in het zuidelijk deel van Zuid-Amerika en de Andes. Ze leven in open landschappen in de buurt van water, zowel bergbeken als zeekusten.

## Soorten
- Cinclodes albidiventris – Kastanjevleugelwipstaart
- Cinclodes albiventris – Crèmevleugelwipstaart
- Cinclodes antarcticus – Zwarte wipstaart
- Cinclodes aricomae – Koningswipstaart
- Cinclodes atacamensis – Witvleugelwipstaart
- Cinclodes comechingonus – Sierrawipstaart
- Cinclodes excelsior – Grootsnavelwipstaart
- Cinclodes fuscus – Bandvleugelwipstaart
- Cinclodes nigrofumosus – Strandwipstaart
- Cinclodes olrogi – Olrogs wipstaart
- Cinclodes oustaleti – Grijsflankwipstaart
- Cinclodes pabsti – Pabsts wipstaart
- Cinclodes palliatus – Witbuikwipstaart
- Cinclodes patagonicus – Grijsbuikwipstaart
- Cinclodes taczanowskii – Brandingwipstaart